# تشارلز بروكس (نقابي)
تشارلز بروكس هو نقابي كندي، ولد في 1915 في وندسور في كندا، وتوفي في 1977.